# شهرستان ایستلند (تگزاس)
شهرستان ایستلند، تگزاس (به انگلیسی: Eastland County, Texas) یک سکونتگاه مسکونی در ایالات متحده آمریکا است که در تگزاس واقع شده‌است.

## خصوصیات
شهرستان ایستلند ۲٬۴۱۳٫۸۸ کیلومترمربع مساحت دارد.